# 18e corps d'armée de montagne (Allemagne)
Pour les articles homonymes, voir 18e corps d'armée.
Le 18e corps d'armée de montagne (en allemand : XVIII. Gebirgs-Armeekorps) était un corps d'armée de l'armée de terre allemande : la Heer au sein de la Wehrmacht pendant la Seconde Guerre mondiale.

## Hiérarchie des unités
La Heer se subdivise en « Heeresgruppen » :
| Nom          | Nbre d'hommes       | Unités subalternes                | Grade de commandement                 |
| ------------ | ------------------- | --------------------------------- | ------------------------------------- |
| Heeresgruppe | + 300 000           | 2 à + Armeen (Armées)             | Generaloberst ou Generalfeldmarschall |
| Armee        | + 100 000 - 300 000 | 2 à + Armeekorps (Corps d'armées) | General ou Generaloberst              |
| Armeekorps   | + 30 000 - 80 000   | 2 à + Divisionen (Division)       | Generalleutnant ou General            |
| Division     | + 10 000 – 20 000   | 2 à 6 Brigaden (Brigade)          | Generalmajor ou Generalleutnant       |
| Brigade      | + 3 000 – 5 000     | jusqu'à 3 Regimentern (Régiment)  | Oberst ou Generalmajor                |

## Historique
Le XVIII. Gebirgs-Armeekorps est formé le 1er novembre 1940 dans le Wehrkreis VII par la redésignation du XVIII. Armeekorps.

## Organisation

### Commandants successifs
| Date                                 | Grade                     | Commandant         |
| ------------------------------------ | ------------------------- | ------------------ |
| 1er novembre 1940 - 10 décembre 1943 | General der Gebirgstruppe | Franz Böhme        |
| 10 décembre 1943 - 23 juin 1944      | General der Gebirgstruppe | Karl Eglseer       |
| 24 juin 1944 - 8 mai 1945            | General der Infanterie    | Friedrich Hochbaum |

### Chef des Generalstabes
| Date                              | Grade          | Commandant    |
| --------------------------------- | -------------- | ------------- |
| 1er novembre 1940 - 19 avril 1943 | Oberst         | Max Pemsel    |
| 19 avril 1943 - 30 juin 1944      | Oberst         | Hugo Sittmann |
| 30 juin 1944 - 1er mars 1945      | Oberst         | Franz Jais    |
| 1er mars 1945 - 8 mai 1945        | Oberstleutnant | Kurt Gerber   |

### 1. Generalstabsoffizier (Ia)
| Date                                 | Grade               | Commandant            |
| ------------------------------------ | ------------------- | --------------------- |
| 1er novembre 1940 - 22 avril 1942    | Major i.G.          | Hans-Georg Eismann    |
| 28 mai 1942 - 5 juillet 1943         | Oberstleutnant i.G. | Hans-Georg Eismann    |
| 5 juillet 1943 - 10 mars 1944        | Hauptmann i.G.      | Hans-Georg Eismann    |
| 10 mars 1944 - 25 août 1944          | Major i.G.          | Hans-Georg Eismann    |
| 25 août 1944 - 20 septembre 1944     | Major i.G.          | Werner Honeck         |
| 20 septembre 1944 - 25 novembre 1944 | Major i.G.          | Hans-Georg Biedermann |
| 25 novembre 1944 - 15 février 1945   | Major i.G.          | Siegfried Engelhardt  |
| 15 février 1945 - Mai 1945           | Major i.G.          | Adolf Hurnaus         |

## Théâtres d'opérations
- France : Novembre 1940 - Juin 1941
- Balkans : Juin 1941 - Novembre 1941
- Nord de la Finlande et Norvège : Novembre 1941 - Janvier 1945
- Ouest de la Prusse : Janvier 1945 - Mai 1945

## Ordre de batailles

### Rattachement d'Armées
| Date     | Armée             | Groupe d'Armées       |
| -------- | ----------------- | --------------------- |
| 1940     |                   |                       |
| Novembre | 2. Armee          | Heeresgruppe C        |
| 1941     |                   |                       |
| Janvier  | 2. Armee          | Heeresgruppe C        |
| Février  | 12. Armee         | OKH                   |
| Mars     | Panzergruppe 1    | OKH                   |
| Avril    | 12. Armee         | OKH                   |
| 1942     |                   |                       |
| Janvier  | z. Vfg. OKH       | /                     |
| Mai      | AOK Lappland      | /                     |
| Juillet  | 20. Gebirgs-Armee | /                     |
| 1943     |                   |                       |
| Janvier  | 20. Gebirgs-Armee | /                     |
| 1944     |                   |                       |
| Janvier  | 20. Gebirgs-Armee | /                     |
| 1945     |                   |                       |
| Janvier  | 20. Gebirgs-Armee | /                     |
| Février  | 2. Armee          | Heeresgruppe Weichsel |
| Avril    | AOK Ostpreußen    | /                     |

### Unités subordonnées

#### Unités organiques
- Arko 109 (avant 1945)
- Arko 418 (après 1945)
- Gebirgs-Nachrichten-Abteilung 449 (avant 1943)
- Gebirgs-Nachrichten-Abteilung 418 (après 1943)
- Korps-Nachschub-Truppen 449

#### Unités rattachées
3 septembre 1941
- 5. Gebirgs-Division
- 713. Infanterie-Division
- 164. Infanterie-Division

12 août 1942
- SS-Gebirgs-Division "Nord"
- 7. Gebirgs-Division
- 163. Infanterie-Division

26 décembre 1943
- 7. Gebirgs-Division
- SS-Gebirgs-Division "Nord"

20 mai 1944
- SS-Gebirgs-Division "Nord"
- Division Kräutler
- 7. Gebirgs-Division

16 septembre 1944
- 7. Gebirgs-Division
- SS-Gebirgs-Division "Nord"
- Division z.b.V. 140

1er mars 1945
- 32. Infanterie-Division
- 215. Infanterie-Division

## Sources
- (de) XVIII. Gebirgs-Armeekorps sur lexikon-der-wehrmacht.de